# Dirk Blocker
 (janvier 2021).
Si vous disposez d'ouvrages ou d'articles de référence ou si vous connaissez des sites web de qualité traitant du thème abordé ici, merci de compléter l'article en donnant les références utiles à sa vérifiabilité et en les liant à la section « Notes et références ».
Dirk Blocker est un acteur américain, né le 31 juillet 1957 à Los Angeles. Il est le fils de l'acteur Dan Blocker (1928-1972) et le frère du producteur David Blocker (en).

## Biographie

### Carrière

#### Les débuts
Dirk Blocker a fréquenté dès son plus jeune âge les plateaux de tournage. C'est toutefois au théâtre qu'il a fait ses débuts, dans son école de Santa Monica où il a décroché des premiers rôles. Ses qualités naissantes de comédien lui permirent même de figurer dans un programme des Studios Universal destiné aux acteurs de moins de 18 ans.
Après quelques apparitions dans diverses séries dont La Petite Maison dans la prairie (1975, saison 1, épisode 9 (L'institutrice (School mom) ) : Abel Mackay) et une participation aux téléfilms Jim Bridger et Kit Carson (1976), il fut choisi pour interpréter le lieutement Jerry Bragg dans Les Têtes brûlées, un rôle qui semble parfaitement convenir à son tempérament.
Sitôt la série annulée, il participa à quelques productions télévisées, telles que CHiPs, M*A*S*H et Salvage-1 (en). Dans l'épisode Confederate Gold de cette dernière, il interprétait un personnage appelé Billy Wakefield.
Il a ensuite abordé le cinéma à travers de nombreux petits rôles. C'est ainsi qu'on a pu l'apercevoir brièvement dans Police frontière (1981) et Poltergeist (1982).

#### Une carrière à cheval entre cinéma et télévision
C'est en 1983 qu'il a retrouvé un rôle régulier à la télévision, dans la série Ryan's Four (en), diffusée sur la chaîne ABC et produite par Henry Winkler. Il y tint le rôle du docteur Norman Rostov, un jeune interne souffrant d'un complexe d'infériorité, travaillant avec trois autres collègues sous la direction d'un médecin expérimenté interprété par Tom Skerritt.
Dirk Blocker n'en poursuivit pas moins sa carrière cinématographique avec des participations de moindre importance dans des films aussi célèbres que Starman (1984), où il était officier de police, Wanda's Café (1986), Prince des ténèbres (1987), Bienvenue au paradis (Made in Heaven) (1987) et Pink Cadillac (1989) avec Clint Eastwood, où il incarnait une nouvelle fois un policier. 
On le vit aussi dans la mini-série A Year in the Life en 1986 et dans l'épisode La Femme de Jade de Rick Hunter. Dans cet épisode, il interprétait un ancien combattant de la guerre du Viêt Nam, venant chercher l'aide de son ancien compagnon d'armes, l'inspecteur Hunter, afin de retrouver la trace de sa femme, enlevée par un groupe de trafiquants de drogue.
Suivront des épisodes de Tribunal de nuit, MacGyver (épisode Frère de sang, où il incarnait un ami d'enfance de MacGyver), 21 Jump Street, Matlock et Code Quantum (épisode L'Ombre du passé, où il interprêtait le rôle d'un membre du Ku Klux Klan).
Outre de nouveaux petits rôles dans les films Short Cuts - Les Américains (1992) et Equinox (1992), il participa aux deux téléfilms basés sur la série Bonanza.
Sa carrière semble s'être accélérée ces dernières années, l'acteur multipliant des apparitions dans des séries à succès telles Arabesque (épisode Le Rendez-vous meurtrier, où il incarnait le shérif Jim Monday), Walker, Texas Ranger, Brentwood (il incarnait un personnage appelé Chuck Furness dans plusieurs épisodes), Beverly Hills 90210 où il interpréta un barman, Gun, X-Files (épisode Le Roi de la pluie, où il tenait le rôle du maire d'un petit village subissant des intempéries inexpliquées) et The Practice (épisode Instinct de survie, où il interprétait un témoin).
Depuis 2013, il fait partie des acteurs principaux de la série Brooklyn Nine-Nine où il incarne le détective Michael Hitchcock.

## Filmographie

### Télévision
- 13/11/1974 : La petite maison dans la prairie : Abel Makay (saison 1, épisode 11 : L'Institutrice)
- 1976-1978 : Les Têtes brûlées : Lieutenant Jerry Bragg
- 1999 : X-Files : Aux frontières du réel : maire Jim Gilmore (saison 6, épisode 8 : Le Roi de la pluie)
- 2009 : Esprits Criminels : Trent Robner (saison 4, épisode 16 : Tueuse de luxe)
- 2013-2021 : Brooklyn Nine-Nine : Michael Hitchcock